# Momia guanche del Barranco de Herques

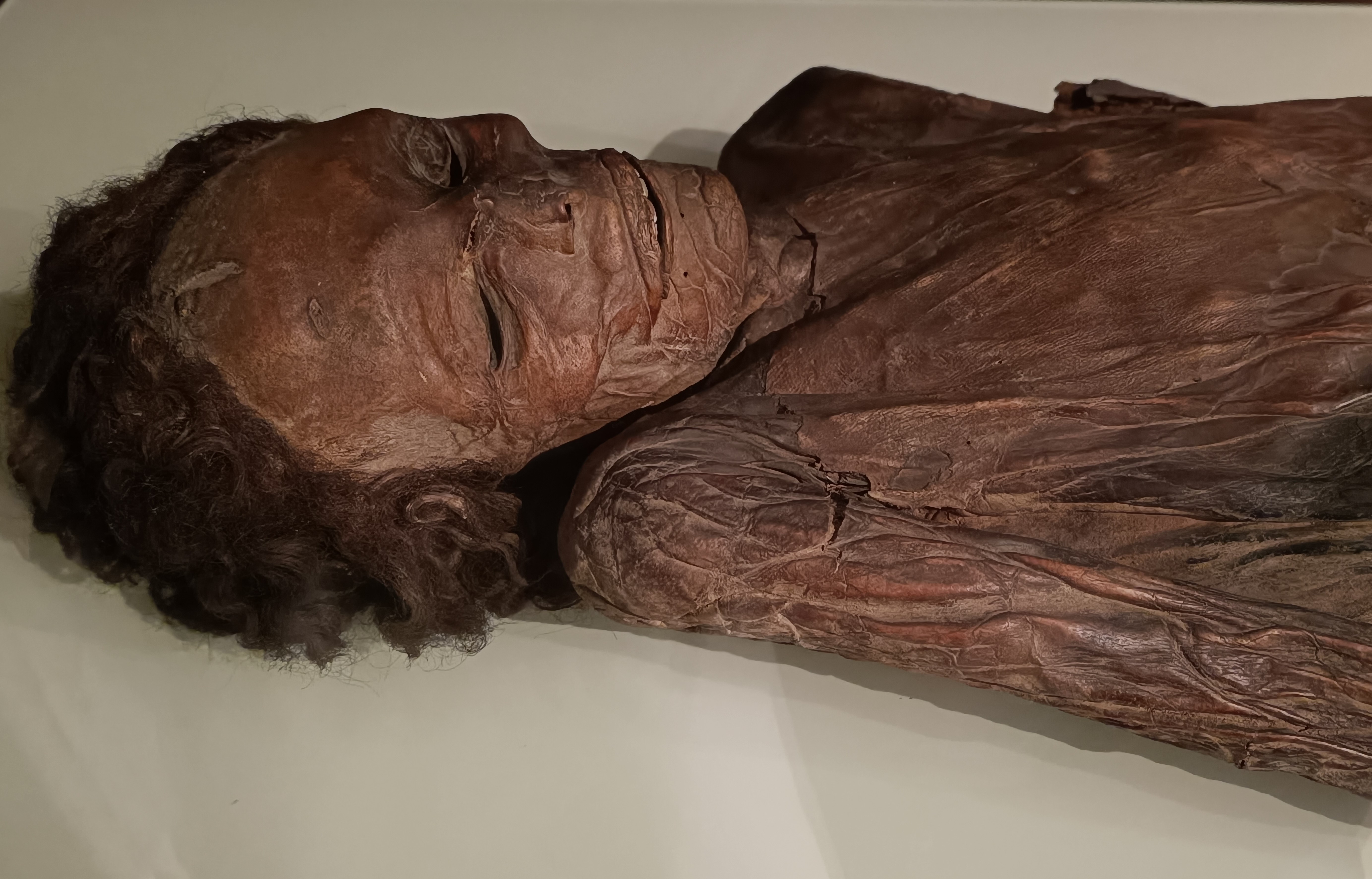
Momia guanche del Museo Arqueológico Nacional.

La llamada momia guanche del Barranco de Herques es una momia humana perteneciente a la cultura guanche (antiguos pobladores de la isla de Tenerife, Islas Canarias, España). Actualmente se conserva en el Museo Arqueológico Nacional de Madrid (España).

## Características
Se trata de un individuo de sexo masculino, único por su excelente estado de conservación. La momia, de la que no se puede aún asegurar su antigüedad, se cree que es de entre los siglos XI y XIII D.C., pertenece a un hombre de entre 35 y 40 años y se trata, según los especialistas, de la momia guanche mejor conservada del mundo, quizás sólo igualada por otra que está en Cambridge (Inglaterra). El individuo posee toda su dentadura muy bien conservada, sin ningún desgaste ni caries y sus manos no delatan que hubiera realizado trabajos físicos duros.
Por su parte, la tomografía axial computarizada que se realizó a esta momia desveló que no se le extrajeron las vísceras para momificarlo y que se conserva el cerebro, lo que contradice algunas crónicas históricas castellanas que cuentan cómo era el proceso de momificación o mirlado entre los guanches.

## Historia
La momia fue encontrada, probablemente en el barranco de Herques, al sur de Tenerife, entre los municipios de Fasnia y Güímar. Se cree que pertenecía a la gran cueva sepulcral en la que fueron halladas centenares de momias guanches. Llegó a Madrid en el siglo XVIII como regalo al rey Carlos III. Inicialmente estuvo en la Real Biblioteca, hasta que por orden del rey fue enviada al Real Gabinete de Historia Natural el 3 de octubre de 1776. 
La momia participó en la Exposición Universal de París de 1878. En el Real Gabinete estuvo en una sala reservada hasta que en 1895 pasó al museo del doctor Velasco, hoy Museo Nacional de Antropología. En diciembre de 2015 fue trasladada al Museo Arqueológico Nacional, donde fue la pieza principal del espacio dedicado a la prehistoria canaria.
Tal como ocurre con otras piezas arqueológicas, como la Dama de Elche, la Dama de Baza o con el Busto de Nefertiti, la Piedra Rosetta o el Friso del Partenón, tanto el Gobierno de Canarias como el Cabildo de Tenerife han reclamado desde 1976 y en repetidas veces la devolución a Tenerife de esta momia.
En 2010, la Comisión de Cultura del Congreso de los Diputados aprobó el traslado de la momia a Tenerife, sin embargo en 2012, el mismo congreso rechazó el traslado argumentanto el riesgo que se debería asumir para proteger la momia.
En febrero de 2025, el Ministerio de Cultura anunció que se dejarían de exhibir restos humanos en los museos nacionales, razón por la cual la momia fue retirada de las salas de exposición. Dicha circunstancia fue aprovechada por el Gobierno Canario para solicitar nuevamente su traslado a Tenerife.